# Équipe cycliste Sweet Nice Continental
L'équipe cycliste Sweet Nice Continental est une équipe cycliste malaisienne, ayant le statut d'équipe continentale depuis sa création en 2021.

## Sweet Nice Continental en 2022
| Cycliste                         | Date de naissance | Nationalité | Équipe 2021            |  |
| -------------------------------- | ----------------- | ----------- | ---------------------- |  |
| Mohd Hafidz Abd Hamid            | 31 août 1992      | Malaisie    |                        |  |
| Laurel Lauridsen Adrian          | 22 septembre 1992 | Malaisie    |                        |  |
| Ahmad Haidar Anuawar             | 25 avril 1986     | Malaisie    | Sweet Nice Continental |  |
| Muhammad Al Azim Bin Zahari      | 25 décembre 2001  | Malaisie    |                        |  |
| Charles Kin                      | 8 septembre 1993  | Malaisie    |                        |  |
| Konosuke Nagashio                | 18 mars 2002      | Japon       |                        |  |
| Lim Ren Jie                      | 4 septembre 1990  | Malaisie    | Sweet Nice Continental |  |
| Tuan Muhammad Amsyar Tuan Daud   | 11 août 2003      | Malaisie    |                        |  |
| Wan Mohamad Ali Wan Zulkifli     | 3 octobre 1999    | Malaisie    | Sweet Nice Continental |  |
| Muhamad Aimanfitri Zainol Abidin | 20 janvier 1999   | Malaisie    |                        |  |